# Rolling Hills (hrabstwo Los Angeles)
Rolling Hills – miasto w Stanach Zjednoczonych, w stanie Kalifornia, w hrabstwie Los Angeles. W 2010 zamieszkiwało je 1860 osób. Miasto leży na wysokości 389 metrów n.p.m. i zajmuje powierzchnię 7,746 km².
Prawa miejskie uzyskało 24 stycznia 1957.